# Copaxa denhezi
Copaxa denhezi är en fjärilsart som beskrevs av Lemaire 1971. Copaxa denhezi ingår i släktet Copaxa och familjen påfågelsspinnare. Inga underarter finns listade i Catalogue of Life.